# Solweig Larsson
Solweig Margareta Larsson, född 20 juli 1965, är en svensk fackföreningsledare. Hon är tredje ordförande för fackförbundet Livsmedelsarbetareförbundet (Livs) sedan maj 2017 när hon blev framröstad till att efterträda Eva Guovelin, som hade blivit utsedd till ny förbundsordförande för Livs.
Larsson har arbetat inom mejerinäringen och varit lokal ombudsman i Skara och centralombudsman för Livs.